# Le mura di Malapaga
Le mura di Malapaga (bra: Três Dias de Amor) é um filme ítalo-francês de 1949, do gênero drama romântico, dirigido por René Clément.

## Sinopse
Garçonete e sua filha se veem envolvidas com um assassino.

## Prêmios e indicações
| Prêmio                  | Categoria                             | Recipiente              | Resultado |
| ----------------------- | ------------------------------------- | ----------------------- | --------- |
| Oscar 1951              | Melhor filme internacional - especial | Alfredo Guarini (prod.) | Venceu    |
| Festival de Cannes 1949 | Prêmio de direção                     | René Clement            | Venceu    |
| Festival de Cannes 1949 | Prêmio de interpretação feminina      | Isa Miranda             | Venceu    |
| Festival de Cannes 1949 | Palma de Ouro (melhor filme)          | Alfredo Guarini (prod.) | Indicado  |

## Elenco
- Jean Gabin - Pierre Arrignon
- Isa Miranda - Marta Manfredini
- Vera Talchi - Cecchina
- Andrea Checchi - Giuseppe
- Robert Dalban
- Ave Ninchi - Maria
- Checco Rissone
- Renato Malavasi
- Carlo Tamberlani
- Vittorio Duse